# Din (serial)
Din (titlu original From, stilizat ca FROM) este un serial TV american de groază științifico-fantastic creat de John Griffin pentru Epix (redenumit ulterior ca MGM+⁠(d)). Primul sezon a avut premiera la 20 februarie 2022.
În aprilie 2022, serialul a fost reînnoit pentru un al doilea sezon, care a avut premiera la 23 aprilie 2023. În iunie 2023, serialul a fost reînnoit pentru un al treilea sezon, care va avea premiera în 2024.

## Premisă
Într-un oraș de coșmar din America de Mijloc, care îi prinde în capcană pe toți cei care intră, locuitorii se străduiesc să rămână în viață și să caute o cale de ieșire, năpădiți de creaturi nocturne terifiante din pădurea din jur și de secretele ascunse ale orașului.

## Distribuție și personaje
- Harold Perrineau ca Boyd Stevens, auto-numit șeriful și primar de facto al Township-ului, care este înstrăinat de fiul său Ellis. Este un veteran al armatei americane care a servit în Afganistan și Irak. Soția lui Abby a fost ucisă în timpul petrecut în oraș și îngropată acolo.
- Catalina Sandino Moreno ca Tabitha Matthews, soția lui Jim și mama lui Julie și Ethan, împreună ei sunt noii sosiți în oraș. Ea alege să locuiască în Township cu soțul și fiul ei și încă jelește recenta pierdere a copilului ei cel mai mic, Thomas.
- Eion Bailey ca Jim Matthews, soțul Tabithai și tatăl lui Julie și Ethan, care locuiește în Township împreună cu soția și fiul său. El lucrează cu Jade pentru a găsi o modalitate de a scăpa din oraș și de a contacta lumea exterioară.
- David Alpay ca Jade Herrera, un dezvoltator de software bogat care ajunge în oraș în aceeași zi cu familia Matthews. În ciuda inteligenței sale, el este inițial arogant și abraziv față de locuitorii orașului și se luptă cu noile sale circumstanțe.
- Elizabeth Saunders ca Donna Raines, conducătorul locuitorilor din Colony House, care locuiesc separat de Township.
- Shaun Majumder ca părintele Rudra Khatri (sezonul 1; invitat în sezoanele 2–3), preotul orașului și vocea rațiunii în comunitate. După moartea sa, el continuă să apară în fața lui Boyd ca o halucinație.
- Scott McCord ca Victor Kavanaugh, un rezident ciudat din Colony House care a rămas prins în oraș încă de când era copil. Eli Arsenault îl portretizează pe Victor copil.

## Episoade
| Sezonul | Sezonul | Episoade | Episoade | Premiera TV        | Premiera TV       | Premiera TV |
| Sezonul | Sezonul | Episoade | Episoade | Prima transmisie   | Ultima transmisie | Reţea       |
| ------- | ------- | -------- | -------- | ------------------ | ----------------- | ----------- |
|         | 1       | 10       | 10       | 20 februarie 2022  | 10 aprilie 2022   | Epix        |
|         | 2       | 10       | 10       | 23 aprilie 2023    | 25 iunie 2023     | MGM+        |
|         | 3       | 10       | 10       | 22 septembrie 2024 | 24 noiembrie 2024 | MGM+        |

### Sezonul 1 (2022)
| Nr. în serial | Nr. în sezon | Titlu                           | Regizat de    | Scris de                                | Data difuzării    |
| ------------- | ------------ | ------------------------------- | ------------- | --------------------------------------- | ----------------- |
| 1             | 1            | „Long Day's Journey Into Night” | Jack Bender   | John Griffin                            | 20 februarie 2022 |
| 2             | 2            | „The Way Things Are Now”        | Jack Bender   | John Griffin                            | 20 februarie 2022 |
| 3             | 3            | „Choosing Day”                  | Jack Bender   | John Griffin                            | 20 februarie 2022 |
| 4             | 4            | „A Rock and a Farway”           | Jack Bender   | Javier Grillo-Marxuach                  | 27 februarie 2022 |
| 5             | 5            | „Silhouettes”                   | Brad Turner   | Vivian Lee                              | 6 martie 2022     |
| 6             | 6            | „Book 74”                       | Brad Turner   | John Griffin                            | 13 martie 2022    |
| 7             | 7            | „All Good Things”               | Jennifer Liao | Vivian Lee and John Griffin             | 20 martie 2022    |
| 8             | 8            | „Broken Windows, Open Doors”    | Jennifer Liao | Javier Grillo-Marxuach and John Griffin | 27 martie 2022    |
| 9             | 9            | „Into The Woods”                | Jeff Renfroe  | John Griffin                            | 3 aprilie 2022    |
| 10            | 10           | „Oh, the Places We'll Go”       | Jeff Renfroe  | John Griffin                            | 10 aprilie 2022   |

### Sezonul 2 (2023)
| Nr. în serial | Nr. în sezon | Titlu                         | Regizat de         | Scris de                                                          | Data difuzării  |
| ------------- | ------------ | ----------------------------- | ------------------ | ----------------------------------------------------------------- | --------------- |
| 11            | 1            | „Strangers in a Strange Land” | Jack Bender        | Poveste de: John Griffin & Jeff Pinkner Scenariu de: John Griffin | 23 aprilie 2023 |
| 12            | 2            | „The Kindness of Strangers”   | Jack Bender        | Poveste de: John Griffin & Jeff Pinkner Scenariu de: John Griffin | 30 aprilie 2023 |
| 13            | 3            | „Tether”                      | Alexandra La Roche | Poveste de: John Griffin & Jeff Pinkner Scenariu de: John Griffin | 7 mai 2023      |
| 14            | 4            | „This Way Gone”               | Alexandra La Roche | Poveste de: John Griffin & Jeff Pinkner Scenariu de: John Griffin | 14 mai 2023     |
| 15            | 5            | „Lullaby”                     | Jack Bender        | John Griffin & Vivian Lee                                         | 21 mai 2023     |
| 16            | 6            | „Pas de Deux”                 | Jack Bender        | Poveste de: John Griffin & Jeff Pinkner Scenariu de: John Griffin | 28 mai 2023     |
| 17            | 7            | „Belly of the Beast”          | Brad Turner        | Poveste de: John Griffin & Jeff Pinkner Scenariu de: John Griffin | 4 iunie 2023    |
| 18            | 8            | „Forest for the Trees”        | Brad Turner        | John Griffin & Vivian Lee                                         | 11 iunie 2023   |
| 19            | 9            | „Ball of Magic Fire”          | Jack Bender        | Poveste de: John Griffin & Jeff Pinkner Scenariu de: John Griffin | 18 iunie 2023   |
| 20            | 10           | „Once Upon a Time?”           | Jack Bender        | John Griffin & Jeff Pinkner                                       | 25 iunie 2023   |

### Sezonul 3 (2024)
| Nr. în serial | Nr. în sezon | Titlu                      | Regizat de         | Scris de                                                          | Data difuzării     |
| ------------- | ------------ | -------------------------- | ------------------ | ----------------------------------------------------------------- | ------------------ |
| 21            | 1            | „Shatter”                  | Jack Bender        | Poveste de: John Griffin & Jeff Pinkner Scenariu de: John Griffin | 22 septembrie 2024 |
| 22            | 2            | „When We Go”               | Jack Bender        | Poveste de: John Griffin & Jeff Pinkner Scenariu de: John Griffin | 29 septembrie 2024 |
| 23            | 3            | „Mouse Trap”               | Jack Bender        | Brigitte Hales                                                    | 6 octombrie 2024   |
| 24            | 4            | „There and Back Again”     | Jack Bender        | Kristen Layden                                                    | 13 octombrie 2024  |
| 25            | 5            | „The Light of Day”         | Alexandra La Roche | Brigitte Hales and John Griffin                                   | 20 octombrie 2024  |
| 26            | 6            | „Scar Tissue”              | Alexandra La Roche | Kristen Layden & John Griffin                                     | 27 octombrie 2024  |
| 27            | 7            | „These Fragile Lives”      | Bruce McDonald     | Poveste de: John Griffin & Jeff Pinkner Scenariu de: John Griffin | 3 noiembrie 2024   |
| 28            | 8            | „Thresholds”               | Bruce McDonald     | Poveste de: John Griffin & Jeff Pinkner Scenariu de: John Griffin | 10 noiembrie 2024  |
| 29            | 9            | „Revelations: Chapter One” |                    | Poveste de: John Griffin & Jeff Pinkner Scenariu de: John Griffin | 17 noiembrie 2024  |
| 30            | 10           | „Revelations: Chapter Two” |                    | Poveste de: John Griffin & Jeff Pinkner Scenariu de: John Griffin | 24 noiembrie 2024  |